# Dialeto xangainês
O dialeto xangainês (chinês simplificado: 上海 话 ou 沪语; chinês tradicional: 上海 话 ou 沪语) ou xangainês (上海 闲话 [z̥ɑhéɦɛɦʊ], em xangainês), é um dialeto da língua wu falado na cidade de Xangai (República Popular da China) e arredores. É classificado como parte da família sino-tibetana de idiomas. O xangainês, assim como outros dialetos Wu, é em grande parte intercompreendido com outros dialetos chineses, tais como o mandarim padrão. É apenas parcialmente inteligível com outros sub-ramos do grupo língua wu.
O xangainês é um dialeto representante Wu do norte, que contém vocabulário e expressões de toda a área Wu do Norte (sul de Jiangsu, Zhejiang norte). Com quase 14 milhões de falantes, Xangai é também a maior forma única e coerente de Wu chinês. É uma vez serviu como língua franca regional do rio Yangtze toda a região do Delta.
Xangainês é rica em consoantes e vogais puras [ɥ iy ɪ e ø ɛ ə ɐ um ɑ ɔ ɤ o] u ʊ. À semelhança de outros dialetos Wu do norte, o dialeto xangainês manifestou iniciais [bd ɡ ɦ zvd ͡ʑ ʑ] (embora estes são tecnicamente folga voz, acrescentando uma qualidade ligeiramente ofegante e uma vogal seguinte). Nem mandarim nem cantonês manifestou iniciais. O sistema tonal xangainês é significativamente diferente de outras línguas chinesas. O xangainês é uma língua tonal com dois contrastes vivos (alta e baixa), enquanto mandarim e o cantonês são línguas de contorno tonal.